# Gregg Marshall
Michael Gregg Marshall, (nacido el 27 de febrero de 1963 en Greenwood, Carolina del Sur) es un entrenador de baloncesto estadounidense que ejerce en la NCAA.

## Trayectoria
- Randolph–Macon (1985-1987), (Asist.)
- Belmont Abbey College (1987-1988), (Asist.)
- College of Charleston  (1988-1996), (Asist.)
- Universidad de Marshall  (1996-1998), (Asist.)
- Universidad de Winthrop  (1998-2007)
- Universidad de Wichita State (2007-)